# Nagasaki
Nagasaki je mesto na Japonskem s približno 460.000 prebivalci, največje mesto v istoimenski prefekturi. Leži na skrajnem jugozahodu Japonske, ob začetku dolgega zaliva, ki predstavlja najboljše naravno pristanišče na otoku Kjušu.

## Zgodovina

### Krščanski Nagasaki
Nagasaki je bil majhna in nepomembna ribiška vasica s samotnim pristanom, dokler ni prišel v stik s portugalskimi raziskovalci leta 1543. Med njimi je bil Fernão Mendes Pinto, ki je prišel iz Sagresa (pokrajina Algarve), na portugalski ladji, ki je pristala v bližini Tanegašime.
Kmalu zatem so portugalske ladje začele jadrati na Japonsko na svojih trgovskih potovanjih, s katerimi so vzpostavili trgovinske odnose med Japonsko in preostalim svetom, zlasti s celinsko Kitajsko, s katero je Japonska pred tem prekinila svoje trgovinske in politične vezi.
Portugalci so kmalu delovali kot trgovski posredniki med tema dvema azijskim državama.
Kljub vzajemnim koristim, ki so izhajale iz teh trgovinskih stikov, je pomanjkanje primernega pristanišča onemogočalo pristanke tujih ladij na otoku Kjušu, kar je predstavljalo veliko težavo, tako za trgovce kot za lokalne daimjoje (fevdalne gospode), ki so pričakovali, da bodo imeli velike koristi od trgovine s Portugalci.
Leta 1549 je španski jezuitski misijonar sveti Frančišek Ksaverij prispel v Kagošimo in kmalu začel z oznanjanjem krščanstva (evangelizacijo) po vsej Japonski. Leta 1552 je zapustil Kitajsko in kmalu zatem umrl v Macau. 
Njegovi misijonarski nasledniki so spreobrnili številne daimjoje, med katerimi je bil najpomembnejši Omura Sumitada. Leta 1569 je Omura izdal dovoljenje za zgraditev pristanišča, primernega za pristanke portugalskih ladij v Nagasakiju. Novo pristanišče je bilo zgrajeno leta 1571, pod nadzorstvom jezuitskega misijonarja Gasparja Vilele in portugalskega kapetana majorja Tristão Vaz de Veiga, ter z osebno pomočjo Omure. Majhno pristaniško naselje se je hitro razvilo v raznoliko mesto, in portugalski izdelki, uvoženi preko Nagasakija (kot so tobak, kruh, tekstil in pecivo, imenovano castellas), so kmalu postali priljubljeni med Japonci. Portugalci so na Japonsko prinesli tudi veliko kitajskega blaga.
Zaradi politične nestabilnosti v obdobju Sengoku (obdobje sprtih držav) sta Omura Sumitada in voditelj jezuitov Alessandro Valignano zasnovala načrt, kako bi organizirala Družbo Jezusovo na Japonskem, ne da bi katoliško mesto zavzel kateri od krščanstvu nasprotnih daimjojev. V krajšem obdobju po letu 1580 je tako mesto Nagasaki bilo jezuitska kolonija, pod njihovim upravnim in vojaškim nadzorom. Postalo je tudi zatočišče za kristjane, ki so se preselili v mesto zaradi preganjanja v drugih delih Japonske. 
Daimjo in general Tojotomi Hidejoši je med svojim prizadevanjem za združitev Japonske pokušal svoj vpliv razširiti tudi na otok Kjušu. Zaradi čedalje večjega števila kristjanov v Južni Japonski in zaradi vmešavanja jezuitskega reda v japonsko notranjo politiko, je ukazal izgon vseh jezuitskih misijonarjev ter je prevzel nadzor nad mestom. Odredba o izgonu misijonarjev je ostala v veliki meri neizvršena in ostalo je dejstvo, da je velik del prebivalcev Nagasakija javno izvajalo katoliško vero. Leta 1596 bila španska ladja San Felipe uničena v brodolomu ob obali Šikokuja, Hidejoši pa je od navigatorja pridobil informacijo, da so španski frančiškani v ospredju načrtovanega iberskega napada na Japonsko. V zameno je Hidejoši ukazal javno usmrtitev na križu šestindvajsetih japonskih kristjanov v Nagasakiju, kar je bilo izvršeno 25. februarja 1560 (t. i. nagasaški mučenci).
Portugalskih trgovcev izvršitev ni bistveno prizadela, zato je mesto še naprej raslo in se razvijalo. Leta 1602 so na Japonsko prispeli tudi avguštinski misijonarji in ko je naslednje leto oblast prevzel Tokugava Iejasu je krščanstvo še toleriral. Po njegovi smrti je bila zaradi prihoda tudi nizozemskih in angleških trgovcev dovoljena odprta trgovina, vendar brez misijonarskega delovanja.
Leta 1614 je bilo krščanstvo na Japonskem uradno prepovedano in vsi misijonarji so morali zapustiti državo. Večina katoliških daimjo se je krščanstvu uradno odpovedala in so k temu prisilili tudi svoje podložnike, nekateri pa tega niso hoteli in se raje preselili v Macao, na filipinski otok Luzon ali drugam po jugovzhodni Aziji. Sledila je brutalna kampanja preganjanja kristjanov na Kjušuju in v drugih delih Japonske, z več tisoč pobitih in mučenih ali prisiljenih, da se odrečejo svoji veri.(glej: Japonski mučenci).

### Obdobje zaprtja
Po neuspešnem »uporu Šimabara« zoper klan šoguna Tokugava leta 1638, so iz Nagasakija izgnali vse portugalske trgovce. V njihovo četrt na umetnem otoku Dedžima v mestnem pristanišču so se iz svojega oporišča Hirado preselili Nizozemci.
Veliki požar leta 1663 je uničil velik del mesta, vključno s templjema Mazu in Kofuku, zavetnikov kitajskih mornarjev in trgovcev.
Leta 1720 je bila umaknjena prepoved uporabe nizozemskih knjig, kar je imelo za posledico, da je veliko število študentov želelo v Nagasakiju preučevati evropske znanosti in umetnost. Nagasaki je tako postal center t. i. rangaku (nizozemskega znanja). Med obdobjem Edo so mestu vladali šoguni hiše Tokugava in v njem imenovali svojega guvernerja.
Nekdaj so bili zgodovinarji soglasni, da je bil Nagasaki edino japonsko okno v svet, v času japonske izolacije v obdobju Tokugava. Danes je splošno sprejeto, da je tedaj Japonska vendarle sodelovala in trgovala s Korejo in Rusijo prek Sacuma, Cušime oziroma Macume. Kljub temu je tedanji Nagasaki v sodobni japonski umetnosti in literaturi upodobljen kot kozmopolitsko pristanišče, prepolno eksotičnih zanimivosti iz zahodnega sveta.
Leta 1808 je med napoleonskimi vojnami fregata HMS Phaeton kraljeve vojne mornarice vplula v pristanišče Nagasaki, med iskanjem nizozemskih trgovskih ladij. Lokalni guverner se ni mogel upreti britanskim zahtevam po hrani, gorivu in vodi, vendar je zatem napravil obredni samomor (sepuku). Po tem dogodku je bil sprejet odlok o prepovedi pristankov tujih ladij (1825) ter izdani zakoni, ki so okrepili obalno obrambo, tujcem grozili s smrtno kaznijo in spodbudili usposabljanje prevajalcev za angleški in ruski jezik.
Tōdžinjašiki (唐人屋敷) ali Kitajska tovarna v Nagasakiju je bila tudi pomemben kanal za kitajsko blago in informacije za japonski trg. Različni kitajski trgovci in umetniki so pluli med kitajsko celino in Nagasakijem. Nekateri so dejansko združili vloge trgovca in umetnika, kot je bil Yi Hai iz 18. stoletja. Domneva se, da je bila kar ena tretjina prebivalstva Nagasakija v tem času Kitajci. Kitajski trgovci v Nagasakiju so bili omejeni na obzidano naselje (Tōdžin jašiki), ki je bilo v isti bližini kot otok Dedžima; in dejavnosti Kitajcev, čeprav manj strogo nadzorovani kot Nizozemci, je pozorno spremljal Nagasaki bugjō (長崎奉行), uradniki šogunata Tokugava.

### Obnova Meidži
Leta 1853 je ameriški komodor Matthew Perry s svojo vojaško eskadro priplul v japonske vode in od šoguna zahteval podobna neenakopravna trgovinska dovoljenja, kot so jih kolonialne velesile že uveljavile na Kitajskem. Tako je morala Japonska v obdobju Obnove Meidži ponovno odpreti zunanjo trgovino in vzpostaviti diplomatske odnose. Nagasaki je leta 1859 uradno dobil status trgovskega pristanišča, leta 1868 pa se je resno začelo posodabljanje. Nagasaki je bil uradno razglašen za mesto 1. aprila 1889. Z legalizacijo krščanstva je Nagasaki ponovno pridobil vlogo glavnega središča rimskokatoliške vere na Japonskem.
Med obdobjem Meidži je Nagasaki postal središče težke industrije in predvsem ladjedelništva.
Med prvo kitajsko-japonsko vojno in rusko-japonsko vojno je postalo pomembno pomorsko oporišče Japonske cesarske mornarice, pristanišče Nagasaki se je namreč uporabljalo kot sidrišče bližnje mornariške vojaške baze Sasebo. Ladjedelnice so bile pod nadzorom družbe Mitsubishi (danes Mitsubishi Heavy Industries), ki je postala eden glavnih izvajalcev za cesarsko japonsko mornarico. Med drugo svetovno vojno, pred napadom z atomsko bombo, je bil Nagasaki pomembno industrijsko mesto z livarno in orodjarno Mitsubishi, tovarno motorjev Akunoura, tovarno orožja in ladjedelnico Mitsubishi, tovarno streliva Mitsubishi-Urakami, več drugimi majhnimi tovarnami in velikimi pristaniškimi ter pretovornimi zmogljivostmi, ki so zaposlovale okoli 90 % mestne delovne sile. Te povezave z japonskimi vojnimi cilji so Nagasaki naredile za cilj medvojnega strateškega bombardiranja s strani zaveznikov.

### Jedrsko bombardiranje Nagasakija
V 12 mesecih pred jedrskim napadom je Nagasaki doživel pet manjših zračnih napadov s skupno 136 ameriškimi letali, ki so odvrgla skupno 270 ton eksplozivov, 53 ton zažigalnih in 20 ton razdrobnih bomb. Od teh je bil napad 1. avgusta 1945 najučinkovitejši, saj je nekaj bomb zadelo ladjedelnice in pristanišča v jugozahodnem delu mesta, nekaj jih je zadelo Mitsubishi Steel and Arms Works, šest bomb pa je padlo na Medicinsko šolo in bolnišnico Nagasaki, s tremi neposrednimi zadetki tamkajšnjih stavb. Čeprav je bila škoda zaradi teh nekaj bomb sorazmerno majhna, je v Nagasakiju povzročila veliko zaskrbljenost in številne ljudi, predvsem šolske otroke, so zaradi varnosti evakuirali na podeželje, s čimer se je v času atomskega napada zmanjšalo število prebivalcev mesta.
Na dan jedrskega napada (9. avgusta 1945) je bilo v Nagasakiju ocenjeno 263.000 prebivalcev, ki so jih sestavljali 240.000 Japoncev, 10.000 Korejcev, 2500 vpoklicanih korejskih delavcev, 9000 japonskih vojakov, 600 vpoklicanih kitajskih delavcev in 400 zavezniških ujetnikov. Tistega dne je Boeing B-29 Superfortress Bockscar, ki mu je poveljeval major Charles Sweeney, odletel iz Tinianovega severnega polja tik pred zoro, tokrat pa je nosil plutonijevo bombo s kodnim imenom Fat Man. Primarna tarča bombe je bila Kokura, sekundarna tarča pa Nagasaki, če je bila primarna tarča preveč motna, da bi jo lahko vizualno opazili. Ko je letalo doseglo Kokuro ob 9.44 (10.44 po tinianskem času), je bilo mesto zakrito z oblaki in dimom, saj je bilo prejšnji dan bombardirano bližnje mesto Jahata – tudi jeklarna v Jahati njihova delovna sila je namerno zažgala posode s premogovim katranom, da bi proizvedla črn dim, ki zakriva tarčo. Ker vizualno zaradi oblakov in dima ter z omejeno količino goriva ni moglo izvesti bombnega napada, je letalo ob 10.30 zapustilo mesto proti sekundarni tarči. Po 20 minutah je letalo ob 10.50 prispelo nad Nagasaki, a tudi to mesto so zakrili oblaki. Ker je obupno primanjkovalo goriva in po tem, ko je opravilo nekaj bombnih napadov, ne da bi dobilo dober vizualni cilj, je bila posadka prisiljena uporabiti radar, da je odvrgla bombo. V zadnji minuti jim je razprtje oblakov omogočilo vizualni stik z dirkališčem v Nagasakiju in bombo so odvrgli v mestno dolino Urakami na sredini med Mitsubishi Steel and Arms Works na jugu in Mitsubishi-Urakami Ordnance Dela na severu. 53 sekund po izpustitvi je bomba ob 11.02 eksplodirala na približno nadmorski višini 550 m.
Manj kot sekundo po detonaciji je bil severni del mesta uničen in 35.000 ljudi ubitih. Med smrtnimi žrtvami je bilo 6200 od 7500 zaposlenih v tovarni Mitsubishi Munitions in 24.000 drugih (vključno z 2000 Korejci), ki so delali v drugih vojaških obratih in tovarnah v mestu, ter 150 japonskih vojakov. Industrijska škoda v Nagasakiju je bila velika, zaradi česar je bilo uničenih 68–80 % industrijske proizvodnje brez pristanišč. To je bila druga in do danes zadnja uporaba jedrskega orožja v boju in tudi druga detonacija plutonijeve bombe. Prva bojna uporaba jedrskega orožja je bila bomba Little Boy, ki je bila odvržena na japonsko mesto Hirošima 6. avgusta 1945. Prvo plutonijevo bombo so testirali v osrednji Novi Mehiki v Združenih državah Amerike 16. julija 1945. Bomba Fat Man je bila nekoliko močnejša od tiste, ki je padla nad Hirošimo, a zaradi bolj neravnega terena Nagasakija je bilo manj škode.
- Mati in hči v Nagasakiju, le nekaj ur pred eksplozijo atomske bombe
- Gobasti oblak po eksploziji atomske bombe v Nagasakiju
- Gobasti oblak po eksploziji atomske bombe v Nagasakiju
- Nagasaki po eksploziji atomske bombe
- Eden od torijev (鳥居) uničenega templja v Nagasakiju

## Povojni Nagasaki
Mesto je bilo po vojni obnovljeno, vendar se je dramatično spremenilo. Hitrost obnove je bila počasna. Prva preprosta stanovanja za nujne primere niso bila zagotovljena do leta 1946. Pri prenovi je bil poudarek na zamenjavi vojaške industrije z zunanjo trgovino, ladjedelništvom in ribištvom, kar je bilo uradno razglašeno, ko je bil maja 1949 sprejet Mednarodni zakon o obnovi mesta kulture Nagasaki. Zgrajeni so bili novi templji in nove cerkve, zaradi povečanja števila kristjanov, na novo so zgradili tudi stolnico v četrti Urakami. Nekatere ruševine so ostale kot opomin, kot so toriji pred svetiščem Sannō. V spomin tragičnega dogodka so bili zgrajeni spomenik na središčni točki eksplozije atomske bombe (t.i. Ground Zero), Park miru in muzej atomske bombe. Nagasaki ostaja predvsem pristaniško mesto, ki podpira bogato ladjedelniško tradicijo in predstavlja središče kulture ter močan primer prizadevanj za mir na svetu. 4. januarja 2005 so bila mestu priključena naselja Iōdžima, Kōjagi, Nomozaki, Sanva, Sotome in Takašima, vsa prej v okrožju Nišisonogi.
- Obred očiščevanja v Parku miru
- Spomenik na središču eksplozije atomske bombe, desno ostanek stare stolnice

## Znane osebnosti
- blaženi Takaši Nagai, rentgenolog, znanstvenik in pisatelj